# Galinsoga
Galinsoga es un género de plantas con flores perteneciente a la familia  Asteraceae.  Galinsoga parviflora fue traída desde Perú al Real Jardín Botánico de Kew en 1796, y más tarde se asilvestró en Gran Bretaña donde se le conoce popularmente como "soldado galante" o "soldado de la Reina".   Comprende 59 especies descritas y de estas, solo 19 aceptadas.

## Etimología
Galinsoga es nombre genérico otorgado en honor del médico español Ignacio Mariano Martínez de Galinsoga (1766-1797), fundador de la Real Academia de Medicina de Madrid, y director del Jardín Botánico de Madrid.

## Taxonomía
El género fue descrito por Ruiz & Pav. y publicado en Florae Peruvianae, et Chilensis Prodromus 110, pl. 24. 1794.	La especie tipo es:  Galinsoga parviflora Cav.

## Especies aceptadas
A continuación se brinda un listado de las especies del género Galinsoga aceptadas hasta julio de 2012, ordenadas alfabéticamente. Para cada una se indica el nombre binomial seguido del autor, abreviado según las convenciones y usos.

## Especies
- Galinsoga amboensis D.L.Schulz
- Galinsoga boliviensis Canne
- Galinsoga caligensis Canne
- Galinsoga ciliata (Raf.) S.F.Blake
- Galinsoga crozierae Panero
- Galinsoga durangensis (Longpre) Canne
- Galinsoga eligulata Cuatrec.
- Galinsoga formosa Canne
- Galinsoga humboldtii Hieron.
- Galinsoga longipes Canne
- Galinsoga macrocephala H.Rob.
- Galinsoga mollis McVaugh
- Galinsoga parviflora Cav.
- Galinsoga quadriradiata Cav.
- Galinsoga repens
- Galinsoga semicalva (A.Gray) H.St.John & D.White
- Galinsoga spellenbergii B.L.Turner
- Galinsoga subdiscoidea Cronquist
- Galinsoga triradiata Canne